# Bhola
Cet article possède un paronyme, voir bola.
Bhola est la plus grande île du Bangladesh, avec une superficie de 1 441 km2. Elle se trouve à l'embouchure du fleuve Meghna.
En 1975, Bhola fut le site d'un des derniers cas de variole connus.
En 2005, la moitié de l'île fut engloutie par les eaux, occasionnant 500 000 sans-abris. Les habitants de Bhola ont été décrits comme faisant partie des premiers réfugiés climatiques dans le monde.